# Friluftsbadet Badesøen
Friluftsbadet Badesøen er et friluftsbad i Herstedvester i Albertslund Kommune, der åbnede for første gang den 23. juni 1973, og som blev gennemrenoveret i 1997, hvor man bl.a. tilføjede to store vandrutsjebaner. Yderligere en er kommet til siden, så der nu er tre. 
Badesøens karakteristiske, runde bassin er 60 m i diameter. Det har en vandoverflade på 2800 m2 og indeholder 3,6 millioner liter vand. Vanddybden varierer fra 25 cm langs kanten til 380 cm under 1 og 3 meter-vipperne. I børneafdelingerne er vanddybden fra 25 til 80 cm.
Bassinet er inddelt i områder for helt små børn, for børn der ikke kan svømme, og for svømmere. I det store område findes to badebroer, mellem hvilke der findes 50 meter-baner til konkurrencesvømning. Badesøens tre vandrutsjebaner er henholdsvis 60, 43 og 31 m lange. Vandtemperaturen ligger på min. 24 grader. 
Hele området er på 5000 m2 og indeholder beachvolleybane, strandboldbane, streetbasketbane, børneområde med soppebassin, hoppepude og legeplads, caféområde, bocciabane, minigolf, sauna, solsenge, fitness- og omklædningsfaciliteter samt store græsarealer. På varme sommerdage besøges Badesøen af op til 3.500 gæster.
I den rekordvarme sommer i 2018 havde Badesøen 121.000 besøgende i løbet af de tre måneder, anlægget havde åbent fra midt i maj til slutningen af august. Det var en kraftig forbedring den indtil da bedste sæson i 2014, hvor der havde været 76.000 gæster.